# Leko (langue)
Pour les articles homonymes, voir Leko.
Le leko (ou leco) est une langue amérindienne isolée parlée en Bolivie, sur les pentes des Andes, le long de la rivière Mapiri (en), dans la province de Larecaja par les Leco.
La langue était considérée comme éteinte depuis longtemps, mais en 1994, S. van de Kerke, put retrouver quelques personnes âgées connaissant la langue mais ne l'ayant plus parlée depuis très longtemps.